# 페스키에라델가르다
페스키에라 델 가르다(이탈리아어: Peschiera del Garda)는 이탈리아 베네토주 베로나현에 속한 도시이자 코무네이다. 롬바르디아-베네치아 왕국이 오스트리아 지배하에 있었던 시기, 페스키에라는 콰드릴라테로(사방 요새)로 불리는 네 개의 요새 도시 중 북서쪽 거점이었다. 이 요새는 가르다호에서 민치오강이 흘러나오는 지점의 섬 위에 자리잡고 있다.
도시는 거대한 베네치아 방어 시설로 둘러싸여 있으며, 이 방어 체계는 2017년 7월 9일부터 유네스코 세계문화유산으로 등재되어 있다.

## 역사
로마 시대의 아르델리카(Ardelica)는 갈리아 트란스파다나(Gallia Transpadana)에 속한 도시로, 오늘날의 페스키에라 델 가르다에 해당한다. 이 도시는 라쿠스 베나쿠스(현대의 가르다호)의 남동쪽 모서리, 즉 미니키우스 강(현대의 미니치오 강)이 호수에서 흘러나오는 지점에 위치해 있었다. 이 도시는 타불라 포이팅거(Tabula Peutingeriana) 지도에서는 변형된 이름 아리올리카(Ariolica)로 등장하며, 브릭시아(브레시아)와 베로나 사이에 정확히 위치해 있다. 진짜 이름은 비문들에서 확인되며, 한 비문에 따르면 이곳이 교역지였고 선주 조합(collegium naviculariorum Ardelicensium)이 존재했다고 전해진다(Orell. Inscr. 4108). 또한 이 도시는 플리니우스의 《박물지》에서는 Arilica라는 이름으로 언급된다.
페스키에라의 요새는 1400년 이후 이탈리아 북부에서 벌어진 대부분의 군사 작전에서 중요한 역할을 했다. 특히 프랑스 혁명 전쟁과 나폴레옹 전쟁 기간 동안 두드러졌다. 1796년 8월 6일, 카스틸리오네 전투에서 프랑스가 대승을 거둔 다음 날 벌어진 페스키에라 전투에서, 앙드레 마세나 장군이 이끄는 프랑스군이 오스트리아군을 몰아냈다. 제1차 이탈리아 독립전쟁 중 페스키에라 포위전에서는 라트(Rath) 장군이 6주간 용감하게 방어한 끝에, 1848년 5월 30일 피에몬테군이 오스트리아군으로부터 이 도시를 탈환했다.
제1차 세계대전 중인 1917년 11월 8일에는 영국과 프랑스 총리, 그리고 이탈리아 국왕이 참석한 페스키에라 회담이 이곳에서 열렸다.
페스키에라 델 가르다는 과거 군사 감옥으로도 잘 알려져 있었으며, 이 감옥은 2002년에 폐쇄되었다.
이 코무네는 와인 도시 협회(Associazione Città del Vino)에 속해 있기도 하다.
겨울철에는 인근의 라게토 델 프라시노(Laghetto del Frassino)가 이탈리아에서 가장 중요한 검은머리흰죽지오리의 서식지로 알려져 있다(Morbioli & Sighele, 2006).

## 세계 문화 유산
이곳에는 한 곳 이상의 선사시대 말뚝가옥(수상 가옥) 유적이 있으며, 이는 유네스코 세계문화유산인 알프스 주변 선사시대 말뚝가옥 유적군의 일부이다. 대표적인 곳으로 벨베데레(Belvedere) 지역과 프라시노 호수(Lago di Frassino) 일대가 있다.
요새와 외곽 방어 시설은 2017년에 유네스코 세계문화유산으로 등재되었으며, “16세기에서 17세기 사이 베네치아 공화국의 방어 체계: 육지 영역(Stato da Terra) – 서부 해양 영역(Stato da Mar)”의 일부로 포함되었다.